# Barranc de Mascarell
El barranc de Mascarell és un barranc dels termes de Conca de Dalt, dins del seu antic terme de Toralla i Serradell i de la Pobla de Segur, al Pallars Jussà.
Es forma al sud-est del poble de Toralla per la unió de la llau de la Vinya, que procedeix del nord, la llau de la Llacuna (també anomenada llau de Sant Salvador en el seu tram superior), que ho fa de l'oest, i la llaueta del Canemàs, que ve del sud-oest. Des d'aquell lloc davalla de primer cap a llevant, després cap al sud-est, deixant el lloc de Mascarell al nord, per tal d'adreçar-se als Horts de Mascarell, on s'aboca en el Flamisell. El darrer tram discorre pel terme de la Pobla de Segur.